# Ädelfisk
Ädelfisk är en äldre sammanfattande beteckning för värdefull fisk. Särskilt används begreppet kring laxfiskar som anses attraktiva inom sportfisket. Dit räknas lax, öring, harr, röding, sik, siklöja, och regnbåge. 
Ädelfiskarna identifieras på fettfenan. Fisken utplanteras ofta i sjöar särskilt avsatta för ädelfiske med särskilda fiskekort så kallat put and take- vatten, "släpp i och fiska upp". Ädelfisk och gädda förekommer sällan i samma sjö, eftersom gäddan äter upp ädelfisken.
Historiskt har ordet förekommit i svenskan sedan tidigt 1951.